# دریاچه آرخنتینو
دریاچه آرخنتینو یا لاگو آرخنتینو (به اسپانیایی: Lago Argentino به‌معنای دریاچهٔ آرژانتین) دریاچه‌ای واقع در ایالت پاتاگونیایی سانتاکروز در جنوب آرژانتین است. این دریاچه بزرگترین دریاچه آب شیرین در آرژانتین بوده و مساحتی برابر با ۱٬۴۶۶ کیلومتر مربع را دربر می‌گیرد. متوسط عمق دریاچهٔ آرخنتینو ۱۵۰ متر است و در ژرفترین نقطه به حداکثر ۵۰۰ متر می‌رسد.
دریاچهٔ آرخنتینو در داخل پارک ملی لوس گلاسیارس (پارک ملی یخچال‌های طبیعی) قرار دارد و چشم‌اندازی از چندین یخچال طبیعی را شامل می‌شود. آب این دریاچه به‌وسیلهٔ آب ناشی از ذوب یخسارهای چندین رودخانه، آب‌های دریاچه ویدما که از طریق رود لا لئونا به آرخنتینو می‌پیوندد و بسیاری جویبارهای کوهستانی تأمین می‌شود. حوضهٔ آبخیز دریاچهٔ آرخنتینو گستره‌ای تا بیش از ۱۷٬۰۰۰ کیلومتر مربع را دربر می‌گیرد و این دریاچه از طریق رود سانتا کروز به اقیانوس اطلس می‌پیوندد.
یخچال‌های طبیعی منطقه، شهرک ال کالافاته که در مجاورت دریاچه قرار دارد و خود دریاچه، جزو مناطق مهم توریستی به‌شمار می‌روند. همچنین وجود انواع مختلفی از ماهیان همچون ماهی خاردار، قزل‌آلای دریاچه‌ای و قزل‌آلای رنگین‌کمان، این دریاچه را به مکانی محبوب برای ماهی‌گیری بدل کرده‌است.